# کمپین سفارت سبز
کمپین سفارت سبز در بهمن ماه ۱۳۸۸ در اعتراض به سرکوب‌های حکومت جمهوری اسلامی در جریان اعتراضات مردم ایران به نتایج انتخابات ریاست جمهوری (۱۳۸۸) تشکیل شد.
محمدرضا حیدری پس از استعفاء، اقدام به تأسیس کمپین سفارت سبز نمود و از سایر دیپلماتهای ایران و کارکنان وزارت امور خارجه در تهران خواست به آن ملحق شوند و به جای آنکه نماینده آنچه آن را دولت کودتا خواند باشند، سفیر صدای به زعم وی حق‌طلبانه ملّت خود باشند.
دیپلمات‌های ایرانی بسیاری نظیر محمدرضا حیدری، فرزاد فرهنگیان، حسین علیزاده، احمد ملکی، درویش رنجبر، ابوالفضل اسلامی، کیوان لطیفی و علی اکبر امیدمهر در کشورهایی مانند نروژ، فنلاند، ایتالیا، ژاپن، فرانسه، انگلستان و هند از سمت‌های خود استعفا داده و به عضویت این کمپین درآمدند.